# 速哥 (克烈)
速哥（?—?），蒙古帝国将领，克烈（怯烈）氏，世传李唐外族之后，怀都之子。
速哥沉勇有谋略。曾奉窝阔台汗之命出使金朝，探听虚实。金人把他阻挡在船上，七日才渡黄河，又三十天抵达汴京。速哥装作不聪明的样子，暗中记下金国地理要塞，城郭人民的强弱。回国复命，将虚实告知窝阔台。窝阔台汗得报，决心出兵灭金。后又参加南下灭金的战争。因功为山西大达鲁花赤。卒年六十二岁。追赠推忠翊运同德功臣、太师、开府仪同三司、上柱国，追封宣宁王，谥忠襄。

## 延伸阅读
[在维基数据编辑]
 《元史·卷124》，出自宋濂《元史》